# Нордкапское течение
Нордка́пское тече́ние — тёплое поверхностное течение у северного побережья Скандинавского и Кольского полуостровов, является наряду с Шпицбергенским течением ветвью Норвежского течения. Названо по мысу Нордкап. Играет важнейшую роль в теплообеспечении кольско-скандинавского Заполярья, обеспечивая незамерзающий режим Мурманску и всем портам северного побережья Кольского полуострова.

## Гидрография
Тёплые воды Гольфстрима поступают из Норвежского течения с юго-западного направления через широкий проход между северной оконечностью Норвегии и островом Медвежьим. Огибая Скандинавию, рельеф дна и сила Кориолиса приводят к тому, что главная струя Нордкапского течения делится на несколько частей: Северную и Центральную ветви Нордкапского течения, Мурманское течение, Прибрежно-Мурманское течение, которые в свою очередь дробятся на ещё более мелкие струи, расходящиеся по всей северной, восточной и юго-восточной акватории моря. Температура воды: зимой — от 1 до 4 °C, летом — от 8 до 9 °C; скорость течения — 0,9—1,8 км/ч. Солёность вод течения достигает 34,5—35 ‰.

## Влияние на климат
Благодаря Нордкапскому течению юго-западная часть Баренцева моря была скорее всего не покрыта льдом в последний Ледниковый период, а его юго-восточная часть — за исключением мелкого Печорского моря и области припая вдоль Новой Земли — не замерзает даже в самые суровые зимы. Ежегодно Нордкапское течение приносит в Баренцево море 60 тыс. км3 воды, обладающей теплозапасом в размере в 291·1015 ккал (1,2·1021 Дж). Течение обеспечивает среднегодовую температуру воздуха на Кольском побережье от села Харловка до границы с Норвегией в пределах от 0 до +1 °C. У северного берега полуострова Рыбачий среднегодовые температуры превышают +1 °C.

## Научные исследования
Нордкапское течение открыто в 1870 году российским исследователем Александром Миддендорфом. Учёными впоследствии было установлено, что объём и температура вод течения увеличиваются с ростом меридиональной составляющей общей циркуляции атмосферы и сокращаются при её падении, причём амплитуда этих колебаний достаточно велика. В 1960 году М. А. Лаврова установила, что в эпоху климатического оптимума голоцена благодаря Нордкапскому течению температура воды у Кольского полуострова повысилась до +2,5 °C и Арктический бассейн освободился от покрова плавучих льдов.